# Le Corbeau jaune
Pour plus de détails, voir Fiche technique et Distribution.
Le Corbeau jaune (黄色いからす, Kiiroi karasu) est un film japonais de Heinosuke Gosho sorti en 1957.

## Synopsis
Ichiro Yoshida est rapatrié de Chine après huit ans de guerre et de captivité. Son fils Kiyoshi né peu après son départ ne l'a jamais connu. Les retrouvailles ne se passent pas comme l'avait rêvé le jeune garçon, les relations avec son père sont distantes et il se sent négligé par sa mère Machiko qui se démène pour trouver un difficile nouvel équilibre dans la vie de la famille. Les choses empirent à la naissance d'une petite sœur, Kiyoshi et son père se disputent souvent.

## Fiche technique
- Titre français : Le Corbeau jaune[1],[2]
- Titre original : 黄色いからす (Kiiroi karasu?)
- Réalisation : Heinosuke Gosho
- Scénario : Keiji Hasebe, Kennosuke Tateoka et Shigeko Yuki (dialogues)
- Photographie : Yoshio Miyajima
- Montage : Shin Osada
- Musique : Yasushi Akutagawa
- Producteurs : Jiro Kaga et Yoshishige Uchiyama
- Sociétés de production : Kabukiza Eiga
- Pays d'origine :  Japon
- Langue originale : japonais
- Format : couleur - 1,37:1 - 35 mm - son mono
- Genre : drame
- Durée : 104 minutes (métrage : 13 bobines - 2 834 m[3])
- Date de sortie :
  - Japon : 27 février 1957[3]

## Distribution
- Chikage Awashima : Machiko Yoshida
- Yūnosuke Itō : Ichiro Yoshida
- Kōji Shitara : Kiyoshi Yoshida
- Kinuyo Tanaka : Yukiko Matsumoto
- Masako Yasumura : Haruko, la fille adoptive de Yukiko
- Yoshiko Kuga : Yasuko Ashihara, la professeur de dessin
- Jun Tatara : Akizuki
- Toshio Takahara : Suzuki
- Chōko Iida : une voisine
- Zekō Nakamura : Okamoto
- Yōichi Numata : le professeur Murakami

## Autour du film
Le Corbeau jaune est le premier film en couleur de Heinosuke Gosho.

## Récompense
1958 : Golden Globe du meilleur film en langue étrangère,